# Burhan Sargın
Burhan Sargın (Ankara, 11 de fevereiro de 1929 – 15 de setembro de 2023) foi um jogador de futebol turco, que atuava como atacante.

## Carreira
Por quase toda a sua carreira, Sargın atuou no Fenerbahçe SK, onde marcou um total de 112 gols.
Pela Seleção Turca de Futebol, ele disputou 8 partidas e marcou 8 gols, incluindo um hat trick na partida da Copa do Mundo FIFA de 1954 contra a Seleção Sul-Coreana de Futebol.